# Campionati europei cadetti di scherma 2017
I Campionati europei cadetti di scherma del 2017 ("2017 European Cadets Fencing Championships") sono stati organizzati dalla Confederazione europea di scherma e si sono svolti a Plovdiv in Bulgaria, dal 28 febbraio al 4 marzo 2017.
Nel fioretto, si sono aggiudicati i titoli dei campionati europei l'italiano Tommaso Marini, che ha battuto in finale il russo Ivan Trošin, e l'italiana Marta Ricci che ha avuto la meglio sull'italiana Martina Favaretto.
Nella spada l'italiano Davide Di Veroli ha battuto in finale il connazionale Marco Balzano, ottenendo il titolo europeo cadetti maschile, mentre tra le donne la polacca Barbara Brych ha superato la magiara Eszter Muhari.
Nella sciabola il turco Ibrahim Ahmed Acar prevale sull'ucraino Ivan Pysarenko, mentre la magiara Liza Pusztai ha battuto la bulgara Joana Ilieva.
Nei campionati europei cadetti a squadre maschili, la nazionale russa ha prevalso nella finale del fioretto contro la Francia, mentre la nazionale italiana ha vinto nella spada contro la formazione russa, ed infine la nazionale magiara ha avuto la meglio sulla compagine russa nella sciabola.
Nei campionati europei cadetti a squadre femminili, la nazionale italiana ha prevalso nella finale del fioretto contro la Romania, l'Ungheria ha vinto nella spada contro la compagine britannica, ed infine la formazione francese ha avuto la meglio sulla nazionale magiara nella sciabola.

## Podi

### Uomini
| Specialità  | Oro                                                                    | Argento                                                                          | Bronzo                                                                |
| Individuali |                                                                        |                                                                                  |                                                                       |
| Fioretto    | Tommaso Marini                                                         | Ivan Trošin                                                                      | Noe Mandiogou Robin Jules Andriamampianina                            |
| Spada       | Davide Di Veroli                                                       | Marco Balzano                                                                    | Giulio Gaetani Louis Bongard                                          |
| Sciabola    | Ibrahim Ahmed Acar                                                     | Ivan Pysarenko                                                                   | Prochor Svitič Mor Milassin                                           |
| A squadre   |                                                                        |                                                                                  |                                                                       |
| Fioretto    | Russia Kirill Borodačëv Danila Kravcov Vladislav Myl'nikov Ivan Trošin | Francia Jules Andriamampianina Noe Mandiogou Robin Rafael Savin Kim-Ulric Seytor | Paesi Bassi Quincy Dualeh Daniel Giacon Paul Stockmann Daan Weber     |
| Spada       | Italia Marco Balzano Davide Di Veroli Giulio Gaetani Francesco Leone   | Russia Michail Belozerov Roman Fedorov Igor' Korovin Rafael Zagitov              | Romania Mihai Bigea Adam Macska Alex Oroian Balazs Szilagyi           |
| Sciabola    | Ungheria Mátyás Baaken Balint Frohlich Balazs Kaiser Mor Milassin      | Russia Magamed Chalimbekov Nikita Presnov Prochor Svitič Kirill Tjuljukov        | Romania Rares Ailinca Matei Aniculoesei Andrei Pastin Razvan Stanescu |

### Donne
| Specialità  | Oro                                                               | Argento                                                                | Bronzo                                                                              |
| Individuali |                                                                   |                                                                        |                                                                                     |
| Fioretto    | Marta Ricci                                                       | Martina Favaretto                                                      | Adelina Bikbulatova Yasmin Campbell                                                 |
| Spada       | Barbara Brych                                                     | Eszter Muhari                                                          | Emilia Rossatti Laura Sheffield                                                     |
| Sciabola    | Liza Pusztai                                                      | Joana Ilieva                                                           | Lisa Gette Ariane Lebel                                                             |
| A squadre   |                                                                   |                                                                        |                                                                                     |
| Fioretto    | Italia Martina Favaretto Claudia Memoli Marta Ricci Camilla Rossi | Romania Rebeca Candescu Raluca Draghici Andreea Gheorghe Anca Saveanu  | Russia Adelina Bikbulatova Valerija Rassolova Aleksandra Sundučkova Anna Udovičenko |
| Spada       | Ungheria Tamara Gnám Dóra Kazár Eszter Muhari Renáta Petri        | Regno Unito Jasmine Heaps Avery Louis Alexandra Powell Laura Sheffield | Italia Sara Maria Kowalczyk Alessia Pizzini Emilia Rossatti Gaia Traditi            |
| Sciabola    | Francia Annah Couderc Louise Klein Anna Lasbleiz Anne Poupinet    | Ungheria Greta Koos Dóra Márton Valentina Nagy Liza Pusztai            | Polonia Zuzanna Cieślar Urszula Kurzyna Marta Okine Małgorzata Zawodniak            |